# Paraxiopsis gracilimana
Paraxiopsis gracilimana är en kräftdjursart som beskrevs av Brian Frederick Kensley 1996. Paraxiopsis gracilimana ingår i släktet Paraxiopsis och familjen Axiidae. Inga underarter finns listade i Catalogue of Life.